# Vereinigung der Österreichischen Zementindustrie
Die Vereinigung der Österreichischen Zementindustrie (VÖZ) ist ein Zusammenschluss der Zement herstellenden Unternehmen in Österreich und vertritt 10 Mitgliedsbetriebe mit mehr als 1200 Mitarbeiterinnen und Mitarbeitern an 12 Standorten. Die VÖZ nimmt die Vertretung der Zementindustrie nach außen wahr und sieht ihre Aufgaben in den Bereichen Dialog und Koordinationsarbeit, Schulung und Weiterbildung, Wahrnehmung der Normen- und Richtlinienarbeit, Netzwerkmanagement und Interessensvertretung in Technik, Umwelt, Politik, Industrie und Wirtschaft. Darüber hinaus leistet das Forschungsinstitut VÖZfi anwendungsorientierte Forschungs- und Entwicklungsarbeit und stellt somit sicher, dass die heimische Zementindustrie und Baubranche auf Basis des neuesten Wissensstandes betreut werden.
Zur Umsetzung der Aufgaben sind zwei Gesellschaften installiert: die Vereinigung der Österreichischen Zementindustrie und die Zement und Beton InformationsGmbH. Als Kontrollorgan der VÖZ fungiert die Hauptversammlung. Die Mitglieder der österreichischen Zementindustrie entsenden einen oder mehrere Vertreter in den Vorstand der Vereinigung. Der Vorstand entscheidet über Fragen der Geschäftspolitik, legt Arbeitsschwerpunkte fest, beschließt das Budget, befindet über Vorschläge der Beiräte, bestimmt und entsendet Vertreter in verschiedene Gremien sowohl auf nationaler als auch auf europäischer Ebene. Die Entscheidungen des Vorstandes werden durch fachlich ausgerichtete Beiräte vorbereitet; im Bedarfsfall auch durch kurzfristig installierte Arbeitsgruppen. Die Vertretung der Vereinigung nach außen erfolgt durch die Geschäftsführung. Sie agiert nach den Beschlüssen und Anweisungen des Vorstandes.
Die VÖZ ist in Österreich und – soweit erforderlich – auch international tätig. Der Vereinssitz ist Wien.

## Geschichte
Die Vereinigung der Österreichischen Zementindustrie (VÖZ) wurde 1894 als „Verein der Österreichischen Zementfabrikanten“ gegründet. Vereinszweck war die Förderung aller Interessen der Zementindustrie, Mitglied konnte jedes in Österreich gelegene Unternehmen werden, das fabriksmäßig Roman- oder Portlandzement erzeugte. Der Verein entwickelte schon bald nach seiner Gründung eine rege Tätigkeit. So wurde 1912 ein Vereinslabor im 3. Wiener Gemeindebezirk (Kegelgasse 43), der Vorläufer des heutigen Forschungsinstitutes, eingerichtet. Laufende Zementprüfungen und die Normenüberwachung sichern seither die Qualität.
Der Verein wurde 1918 kurzzeitig aufgelöst und bereits 1922 wiedergegründet, nun aber ohne Forschungsinstitut. 1938 ging er im Verein Deutscher Portlandzement-Fabrikanten auf. Nach Ende der NS-Zeit wurde er schließlich 1948 zum dritten Mal gegründet. Bereits 1951 konnte das neue Forschungsinstitut im 3. Wiener Gemeindebezirk (Reisnerstraße 53) seine Tätigkeit aufnehmen.
Im Jahr 2013 wurde die Smart Minerals GmbH unter Zusammenführung des Laborbetriebs des Forschungsinstituts der Zementindustrie und der facheinschlägigen Abteilung der Technischen Versuchs- und Forschungsanstalt der TU Wien gegründet und umfasst nun die Forschung, Beratung sowie Labordienstleistungen im Bereich mineralischer Baustoffe, Bindemittel, Zement und Beton. Neben der akkreditierten Prüfstelle (EN ISO 17025) und Inspektionsstelle (EN ISO 17020) in der Smart Minerals GmbH betreibt die VÖZ seit 2014 unter dem Namen VÖZ-ZERT auch eine eigene akkreditierte Produktzertifizierungsstelle (EN ISO 17065). 2017 übersiedelten der Verein, die Prüf- und Inspektionsstelle Smart Minerals GmbH und die Produktzertifizierungsstelle (VÖZ-ZERT) zum neuen Standort im Science Center der TU Wien im 3. Wiener Gemeindebezirk (Franz-Grill-Straße 9).

## Schriftenreihe
- Fachzeitschrift Zement+Beton (seit 1955)

## Mitglieder
- Alpacem Zement Austria GmbH (Werk Wietersdorf)
- Alpacem Zement Austria GmbH (Werk Peggau)
- Baumit GmbH
- Danucem Wien GmbH
- Holcim (Österreich) GmbH (Werk Mannersdorf)
- Holcim (Österreich) GmbH (Werk Retznei)
- Holcim (Vorarlberg) GmbH
- Kirchdorfer Gruppe – Kirchdorfer Zementwerk Hofmann GesmbH
- Leube Zement GmbH
- Rohrdorfer Zement GmbH – Werk Gmunden
- Schretter & Cie GmbH & Co KG (Vils)
- SPZ Eiberg GmbH. & Co KG